# Michail Andrejevič Miloradovič
Michail Andrejevič Miloradovič rusky Михаи́л Андре́евич Милора́дович (12. říjnagreg. 1771 Petrohrad – 27. prosincegreg. 1825 tamtéž) byl ruský generál srbského původu, jeden z velitelů ve Vlastenecké válce 1812, vojenský velitel Petrohradu a člen Státní rady (1818).
Do vojenské služby vstoupil na prahu rusko-švédské války a jeho kariéra za panování Pavla I. strmě stoupala. Pod velením Suvorova se zúčastnil italského tažení v roce 1799. Válčil proti Francii a Turecku, vyznamenal se v bitvě u Amstettenu, při dobytí Bukurešti, v bitvách u Tarutina a Vjazmy. Velel zálohám v bitvě u Chlumce, u Lipska a v bitvě o Paříž. Dosáhl hodnosti generála pěchoty (1809), v roce 1813 byl povýšen do hraběcího stavu. Předcházela jej pověst odvážného velitele (přezdívaného „ruský Murat“ či „ruský Bayard“) což vyvolávalo hořkou závist a osobní nepřátelství generála Bagrationa. Také měl pověst dítěte štěstěny, chvástal se, že v padesáti bitvách neutrpěl ani škrábnutí.
Když se Miloradovič stal v roce 1818 generálním guvernérem Sankt Peterburgu, byl po smrti či odchodu ze služby služebně starších generálů nejvíce vyznamenaným důstojníkem ruské armády. Obdržel Řád sv. Jiří 2. třídy, Řád sv. Ondřeje, Řád sv. Vladimíra 1. třídy, Řád sv. Anny 1. třídy, Řád sv. Jana Jeruzalémského a Řád sv. Alexandra Něvského s brilianty.

## Mládí
Narodil se v rodině srbských exulantů z Hercegoviny. Otec (srbsky Михаило Милорадовић, Mihailo Miloradović) pocházel ze tří bratrů, které Petr Veliký naverboval mezi srbskou aristokracií pro pomoc v protitureckém povstání. V roce 1715 opustil Hercegovinu a vstoupil do carských služeb v hodnosti plukovníka. Velel kozáckému regimentu. Na konci Petrovy vlády byl uvězněn v souvislosti s případem Pavla Polutoboka, jen Petrova smrt jej nejspíše uchránila tragických konců.

## Vojenská kariéra

### Italské a švýcarské tažení
Během rusko-švédské války se nijak zvlášť nevyznamenal, avšak v mírových dobách postupoval hodnostně strmě vzhůru. Kapitánem gardy se stal v roce 1796, kdy si jej oblíbil Pavel I. a povýšil jej v roce 1797 na plukovníka a o rok později na generálmajora a velitele Apšeronského pluku. V témže roce byl odeslán k Suvorovovým oddílům v Itálii. Zde si zprvu získal Suvorovovu bezpodmínečnou důvěru, když v předvečer bitvy bitvy o Cassano dobyl Lecco, a v září 1799 velel zadnímu voji při přechodu Gotthardského průsmyku. Pavel I. vyznamenal Miloradoviče Řádem svaté Anny prvního stupně, Řádem svatého Jana Jeruzalémského a Řádem sv. Alexandra Něvského. Suvorov později pro porušení vojenského kodexu převelel Miloradoviče z funkce polního velitele do svého štábu coby generála s čekaným; car později tento fakt využil jako záminku Suvorovova odvolání.

## Petrohradským guvernérem
Po uzavření smlouvy z Fontainebleau jmenoval Alexandr Miloradoviče velitelem Imperátorské gardy, v roce 1818 se stal guvernérem, velel vojenským a policejním složkám a řídil administrativu Petrohradu.

## Interregnum

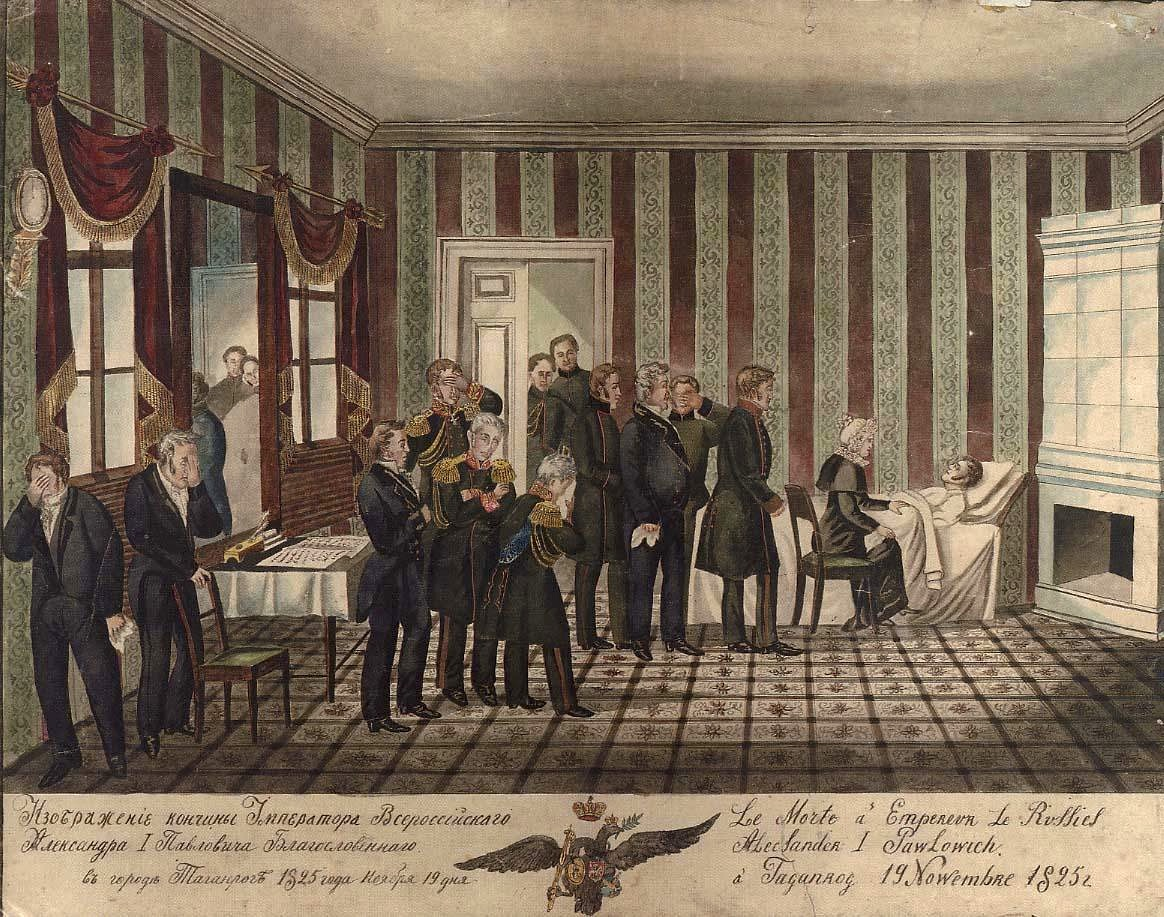
Úmrtí Alexandra I. v Taganrogu přivodilo interregnum, které vyvrcholilo povstáním děkabristů

Alexandr I. vydal v létě 1823 tajný manifest, kterým vyloučil bratra Konstantina z nástupnictví a nástupcem na trůně určil jiného bratra, Mikuláše. Není jasné, nakolik byl Miloradovič o Alexandrově rozhodnutí informován. Pouze tři lidé znali celý obsah a souvislosti manifestu – Alexej Arakčejev, Alexandr Golicyn a metropolita Filaret; ani Mikuláš ani Konstantin neznali vše.

## Povstání a smrt

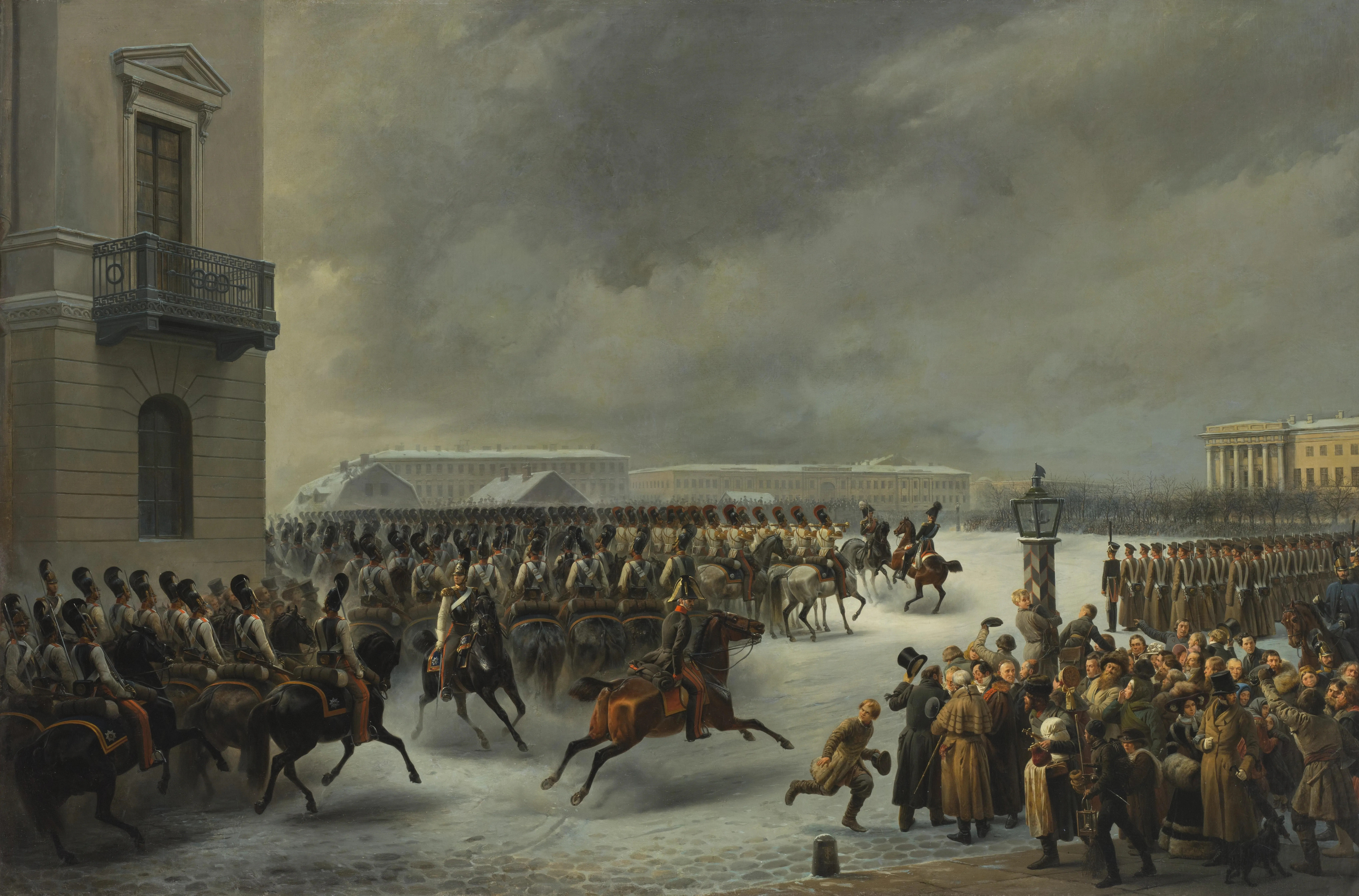
Povstání na Senátním náměstí 26. prosince (14. prosince ^{jul.}) 1825

O osmé hodině večerní 25. prosince se Mikuláš prohlásil imperátorem; v sedm hodin ráno následujícího dne, v přítomnosti vedoucích státníků, přislíbil Miloradovič carovi poslušnost.
Miloradovičovo chování během bezvládí bylo velice sporné a povzbudilo několik konspirativních teorií, podle kterých snad měl patřit k vůdcům povstání děkabristů. Jde však o fámu, neboť při odjezdu z vyjednávání s nimi na Senátním náměstí během jejich vzpoury byl smrtelně postřelen do zad děkabristou Kachovským, na což nazítří zemřel.